# Açelya Topaloğlu
Açelya Topaloğlu (* 19. November 1986 in Izmir) ist eine türkische Schauspielerin.

## Leben
Topaloğlu kam im Jahr 1986 in Izmir zur Welt. In den jungen Jahren interessierte sie sich neben der Schauspielerei auch fürs Tanzen, bis sie von ihrer Mutter dazu überredet wurde, Schauspielerin zu sein. Sie war Mitglied der türkischen Tanzgruppe Fire of Anatolia.
Sie trat in vielen verschiedenen Fernsehserien auf. Sie bekam eine Hauptrolle der Almilla Peker aus der türkischen Fernsehserie Kaçak Gelinler. 
Sie machte auch Werbungen für Arçelik und Koroplast.

## Filmographie (Auswahl)
- 2010: Arka Sokaklar
- 2014–2015: Kaçak Gelinler (Fernsehserie)
- 2015–2016: İnadına Aşk (Fernsehserie)
- 2018: Öldür Beni Sevgilim